# Josef Thomas (Widerstandskämpfer)
Josef Paul Thomas (* 3. Oktober 1895 in Reisewitz bei Ottmachau; † 20. Oktober 1975) war ein deutscher Politiker (KPD/SED), Richter und Widerstandskämpfer gegen den Nationalsozialismus. Zusammen mit Bruno Dickhoff, Georg Dix und Albert Förster war er Mitglied der Widerstandsgruppe um Willy Jannasch.

## Leben

### Zeit vor 1933
Josef Thomas wurde als eines von sieben Kindern eines Landarbeiterpaares im Dorf Reisewitz geboren. Bereits mit acht Jahren musste er auf dem Rittergut arbeiten. Mit 19 erkrankte er an Lungentuberkulose, wurde aber trotzdem während des Ersten Weltkriegs zur Ersatz-Maschinengewehr-Abteilung III in Spandau-Ruhleben eingezogen. Von dort aus wurde er im Mai 1917 zum Reichsbahnausbesserungswerk Cottbus (RAW) abkommandiert, wo er bis 1925 als Kesselschmied tätig war.
1918 wurde er Gewerkschaftsmitglied des Deutschen Eisenbahnverbandes. In diesem engagierte er sich aktiv, indem er unter anderem Mitglieder warb und als Kassierer tätig war. Während des Kapp-Putsches in Cottbus streikte er zusammen mit den anderen Mitarbeitern des RAW. Nachdem er aus der katholischen Kirche ausgetreten war, wurde er 1923 Mitglied der KPD. Auch nach dem Verbot der Partei im November desselben Jahres arbeitete er im Untergrund weiter für sie. So verteilte er unter anderem Ausgaben der verbotenen Roten Fahne und der Arbeiter-Illustrierte-Zeitung.Nachdem die KPD 1924 wieder zugelassen wurde, kandidierte er erfolglos auf ihrer Liste für die Wahl der Cottbuser Stadtverordneten. Im März 1925 wurde er aufgrund seines Engagements für die KPD aus dem RAW entlassen. In der nächsten Zeit hielt er sich mit einem Wandergewerbe für Kurzwaren und Bettwäsche über Wasser. Ab 1928 arbeitete er dann als Schaffner für die Cottbuser Straßenbahn. Hier wurde er auch Mitglied der Revolutionären Gewerkschaftsopposition, deren Leiter er bei den Cottbuser Stadtwerken war.

### Widerstand gegen den Nationalsozialismus
Bei der Reichstagswahl am 5. März 1933 kandidierte Josef Thomas auf der Liste der KPD für Frankfurt (Oder). Aus diesem Grund wurde er am 16. März während seiner Arbeit noch in der Schaffner-Uniform verhaftet. Man brachte ihn nach Berlin, wo er ab dem 18. März für etwa zwei Wochen im Festungsgefängnis Spandau gefangen gehalten wurde. Danach wurde er ins KZ Sonnenburg gebracht, in dem er bis zum 20. Juni 1933 festgehalten wurde. Nach seiner Freilassung musste er sich täglich bei der Gestapo in Cottbus melden.
In Cottbus nahm er Kontakt zum KPD-Genossen Theo Schneider auf. Über diesen lernte er auch Willy Jannasch kennen. Die drei kontaktierten weitere Genossen und bildeten mit diesen eine Widerstandsgruppe. Zu deren Kern gehörten 13 Mitglieder. Zusammen mit nur zeitweilig tätigen Personen umfasste sie etwa 28 Mitglieder. Um die Gefahr einer Entdeckung zu minimieren, bildete man Untergruppierungen, deren Mitglieder sich gegenseitig nicht alle kannten. Josef Thomas leitete dabei eine Gruppe, der Max Bischoff und Georg Dix angehörten.
Haupttätigkeiten der Widerstandsgruppierung war zum einen die Reorganisation der Roten Hilfe. Zum anderen verteilte sie auch sozialistische und kommunistische Schriften an die Bevölkerung und Insassen von Reichsarbeitsdienstlager. Unter diesen Schriften waren Ausgaben der Roten Fahne, der Inprekorr, der Jungen Garde, sowie des Braunbuchs über Reichstagsbrand und Hitlerterror. Diese wurden über Kontakte zu Emigranten in der Tschechoslowakei und Mitgliedern der KPČ, sowie einer weiteren Gruppierung aus Forst organisiert.
Im Januar 1936 wurde Josef Thomas zusammen mit zwölf weiteren Mitgliedern seiner Widerstandsgruppe verhaftet. Sie wurden zunächst bis März in Cottbus gefangengehalten und dann nach Berlin überführt. Im Mai erhielten sie ihre Anklageschrift, in der ihnen die Vorbereitung „des hochverrätischen Unternehmens, mit Gewalt die Verfassung des Reiches zu ändern“ vorgeworfen wurde.
Die Verhandlung fand am 29. und 30. Juni im Berliner Kammergericht statt. Josef Thomas wurde zu drei Jahren und sechs Monaten Zuchthaus verurteilt. Zudem entzog man ihm für drei Jahre die bürgerlichen Ehrenrechte. Auch die anderen Angeklagten wurden zu Zuchthaus- oder Gefängnisstrafen von mindestens einem Jahr verurteilt. Bis auf den Mitangeklagten Willi Graf mussten alle ihre Haftstrafen antreten. Dieser war stattdessen bereits nach wenigen Tagen entlassen worden. Dies nährte den Verdacht, dass er die Gruppe verraten hatte. Nach dem Ende des Zweiten Weltkriegs 1945 wurde Willi Graf von der SMAD verhaftet und beging kurz darauf Suizid.
Josef Thomas wurde zunächst zusammen mit sechs seiner Mitstreiter in das Zuchthaus Brandenburg-Görden gebracht. Später wurde er im Zuchthaus Zwickau gefangen gehalten. Nach dem Ende seiner Haftzeit wurde er zunächst zur Gestapo in Frankfurt (Oder) gebracht. Von dort entließ man ihn erst nach vier Wochen. Dies hatte er auch dem Engagement seiner Frau zu verdanken. Nach der Entlassung musste er sich dreimal wöchentlich bei der Polizei melden. Zudem wurde er gezwungen, in der Firma J. M. & A. Barthel als Kesselschmied zu arbeiten. Da der dortige Meister Ortsgruppenleiter des NSDAP von Sandow war, stand er auch dort unter Beobachtung.
In Folge des Attentats vom 20. Juli 1944 wurde Thomas im Rahmen der Aktion Gitter am 22. August 1944 erneut festgenommen. Zunächst wurde er ins Polizeigefängnis nach Frankfurt (Oder) gebracht. Von dort aus überstellte man ihn nach wenigen Wochen ins Arbeitserziehungslager Oderblick nahe Schwetig. Hier waren etwa 700 weitere Häftlinge untergebracht. Im Januar 1945 evakuierte man das Lager. Auf diesem sogenannten Todesmarsch wanderten die Häftlinge zunächst zum KZ Sachsenhausen. Nach einem kurzen Aufenthalt mussten sie weiter zum KZ Buchenwald wandern. Hier schloss sich Josef Thomas dem Lagerkomitee an, das Widerstand gegen die Nazis leistete. Nach der Befreiung des Lagers durch die US-Armee wurden Inhaftierte des Lagers als Bürgermeister der nahegelegenen Ortschaften eingesetzt. Thomas war dabei für die Gemeinde Kleinobringen zuständig. Im Juni 1945 kehrte er nach Cottbus zurück.

### Zeit nach 1945
In Cottbus war er zunächst damit beschäftigt, den Freien Deutschen Gewerkschaftsbund aufzubauen. Bis Mitte 1949 leitete er diesen auch in Cottbus. Zudem war er in der Zeit Mitglied des Antifaschistischen Komitee Cottbus-Stadt und -Land. Nach 1949 besuchte er die Bundesschule des FDGB in Bernau. Hier wurde er auf seine spätere Tätigkeit als Arbeitsrichter für die Kreise Cottbus, Spremberg, Guben und Forst vorbereitet. Nach der Neugliederung der Arbeitsgerichte im Juni 1953 wurde Thomas zum Direktor der Bezirksarbeitsgerichte von Cottbus und Frankfurt (Oder) ernannt. Dabei wirkte er am Aufbau dieser und dem Kreisarbeitsgericht Frankfurt (Oder) mit. 1956 gab Thomas diese Posten aus gesundheitlichen Gründen wieder auf. Zwischen 1958 und 1964 war er Hauptsachbearbeiter für Verfolgte des Naziregimes in Cottbus. In dieser Zeit engagierte er sich auch in verschiedenen Gremien der SED. Auch im FDGB und der Volkssolidarität war er aktiv.
Am 20. Oktober 1975 verstarb Josef Thomas.

## Ehrungen
Josef Thomas erhielt unter anderem die Verdienstmedaille der DDR sowie den Vaterländischen Verdienstorden in Gold. Im Textilkombinat Cottbus wurde eine Brigade nach ihm benannt.